# Trisetum glaciale
Trisetum glaciale är en gräsart som beskrevs av Pierre Edmond Boissier. Trisetum glaciale ingår i släktet glanshavren, och familjen gräs. Inga underarter finns listade i Catalogue of Life.